# Slowmotion (Nielson)
Slowmotion is een lied van de Nederlandse zanger Nielson. Het werd in 2020 als single uitgebracht.

## Achtergrond
Slowmotion is geschreven door Niels Littooij, Lodewijk Martens, Matthijs de Ronden en Don Zwaaneveld en geproduceerd door Martens. Het is een lied uit het genre nederpop. Het is een lied dat een periode in een relatie beschrijft, van het begin tot een stevige relatie. In die relatie willen de personen dat de tijd langzaam gaat als ze met elkaar zijn. In het nummer beschrijft de zanger ook andere "normale" dingen waarvan hij hoopt dat deze zo lang mogelijk kunnen duren. Nielson liet het nummer voor het eerst horen tijdens een concert in de Ziggo Dome welke onderdeel was van de Larger Than Live-concertreeksen.

## Hitnoteringen
De zanger had weinig succes met het lied. Er was geen notering in de Single Top 100 en ook de Top 40 werd niet bereikt. Bij laatstgenoemde was er wel de zevende plaats in de Tipparade. In Vlaanderen had het geen noteringen in de Vlaamse Ultratop 50, maar kwam het tot de 21e plek van de Ultratip 100